# Манастир Карно
Манастир Карно је мушки манастир Српске православне цркве. Налази се у селу Међе, Општина Сребреница. Манастирски храм посвећен је Покрову Пресвете Богородице.

## Историја
Према предању, у доба Немањића на том мјесту постојао је манастир, који је био задужбина краља Драгутина. Карно је у средњем вијеку био метох манастира Хиландар. Недалеко од данашњег храма, на мјесту познатом као „Црквина“ налазе се остаци старе средњовјековне цркве која је срушена у вријеме најезде Турака. То мјесто данас је обиљежено Часним Крстом. Почетак обнове храма Покрова Пресвете Богородице, започет је 1893. године, а завршен 1896. и осветио га је тадашњи митрополит Николај Мандић. Озидана је каменом, а покривена лимом. Звоник је дограђен 1925, а звоно је даровао краљ Александар Карађорђевић. Храм је више пута страдао у својој историји. Најприје је руинирани храм обновио прото Тихомир Митровић 1956. године. У тешком невремену 1973. године, храм је био оштећен, а на обнову чекао је до 1979. године.

## Садашњост
У Одбрамбено-отаџбинском рату храм су опљачкале и спалиле снаге такозване Армије БиХ 1992. године и том приликом су изгорјеле вриједне иконе. Обновљен је 1996. године, а тадашњи владика Василије га је 2011. прогласио манастиром.  Црква је потпуно обновљена 2017, када су подигнути конак и Капела Светог владике Николаја жичког и охридског. У манастирском комплексу се налази конак и биста свештеника Бобана Лазаревића, који је страдао 1992. године.